# Fullmetal Alchemist: la estrella sagrada de Milos
Fullmetal Alchemist: la estrella sagrada de Milos (鋼の錬金術師 嘆きの丘（ミロス）の聖なる星 Hagane no Renkinjutsushi: Mirosu no Sei-naru Hoshi?) es una película animada japonesa basada en la franquicia de Fullmetal Alchemist y estrenada en 2011. La película fue anunciada por primera vez después de la emisión del último episodio de Fullmetal Alchemist: Brotherhood. El estreno en Japón fue el 2 de julio de 2011.
Funimation Entertainment ha obtenido los derechos de la película para su estreno en los Estados Unidos en 2012. La distribución de la película estará a cargo de Eleven Arts para Norteamérica, proyectándola en más de 100 cines. En el Reino Unido, Manga Entertainment exhibió la película en BFI South Bank el 8 de junio de 2012, seguido de un lanzamiento en vídeo doméstico el 3 de septiembre de 2012. En España ha sido distribuida en DVD y en Blu-ray por Selecta Visión y ha sido emitida en Movistar+.

## Sinopsis
Un fugitivo alquimista con capacidades misteriosas conduce a los hermanos Elric a un valle lejano de suburbios conocido como Milos, un pueblo orgulloso que lucha contra la explotación burocrática. Ed y Al pronto se encuentran en medio de una rebelión en aumento, mientras que el exiliado Milos arremete contra sus opresores. En el centro del conflicto está Julia, una joven alquimista que se hace amiga de Alphonse. Ella no se detendrá ante nada para restaurar el Milos a su antigua gloria, incluso si eso significa aprovechar el tremendo poder de la mítica piedra filosofal.

## Nuevos personajes
Julia Crichton (ジュリア・クライトン Juria Kuraiton?)
 Seiyū: Maaya Sakamoto
El protagonista terciario de la película aparte de los dos hermanos Elric. Ella viene de una familia de alquimistas de Creta, un país en la frontera occidental de Amestris, y utiliza una forma de alquimia con la que los hermanos Elric no están familiarizados, lo que le permite sanar las heridas. Cuando era una niña, fue acogida por los residentes de Milos, un barrio pobre ubicado en la parte inferior de la zanja que separa Amestris y Creta, y ocupado por los sobrevivientes cretenses del enfrentamiento entre países, después de que sus padres fueron tildados de traidores a su país y asesinados. Tiene un hermano llamado Ashley que desaparece. Como miembro de la resistencia de Milos contra la ciudad Table ocupada por amestrianos, ella cree que la única manera de lograr la victoria es aprovechando el poder de la piedra filosofal, que se utiliza para proteger el Milos de Atlas, un villano que se hace  pasar por su hermano desaparecido y después para protegerse de su hermano loco de poder. Ella usa el resto de la energía de la piedra para salvar a su hermano de la muerte abriendo la Puerta de la Verdad a costa de su pierna izquierda, ella fue basada en una niña de Hannover con el mismo nombre llamada Julia Nolting.
Melvin Voyager (メルビン・ボイジャー Merubin Boijā?)
 Seiyū: Toshiyuki Morikawa
Un alquimista fugado que dice ser Ashley, el hermano perdido de Julia. Él utiliza la misma forma de alquimia que práctica Julia, que utiliza para cristalizar el agua en nieve. Más adelante en la película se revela que es un impostor llamado Atlas (アトラス Atorasu?), un exguardia de la familia Crichton, quien asesinó a los padres reales de Ashley y se disfrazó como Ashley injertándose su cara a la suya. Sirve como principal antagonista de la película, usando a Julia para ayudarle a crear una piedra filosofal para luego quedársela. Es asesinado en el clímax de la película por el Ashley verdadero.
Herschel (ハーシェル Hāsheru?)
 Seiyū: Hidenobu Kiuchi
El oficial al mando del ejército cretense estacionado en la frontera entre la ciudad Table y Milos, y el antagonista secundario de la película. Lleva una máscara blanca que oculta su rostro desfigurado. En el clímax de la película se revela que es Ashley Crichton (アシュレー・クライトン Ashurē Kuraiton?), el perdido hermano mayor de Julia, que sobrevivió al ataque de Atlas con una piedra filosofal que sus padres tenían. Él le ordena a las quimeras de lobos que busquen a Julia y mata a Atlas en venganza por el asesinato de sus padres. Sin embargo, también trata de destruir a Milos por la amargura que le sobrellevó la traición de la ciudad de su familia, que lo pone en conflicto con Julia. Después de que él es derrotado, Julia le salva la vida y le sana la cara abriendo la Puerta de la Verdad y, después de irse recuperando, deja la nación recién creada de Milos para regresar a Creta.
Miranda (ミランダ?)
 Seiyū: Sakiko Tamagawa
Una comandante de los Murciélagos negros, la facción rebelde de Milos que tiene como objetivo recuperar la ciudad de Table de sus ocupantes amestrianos. Ella muere a manos de Atlas, quien usa su sangre para ayudar a activar el círculo de transmutación debajo de la ciudad de Table diseñada para crear la piedra filosofal.

## Desarrollo
La idea de crear una película de Fullmetal Alchemist basada en la historia de la segunda temporada del anime vino de los productores de la serie. La trama original de la película fue escrita por Yuichi Shinbo, que también vino con los nombres de los nuevos personajes. A partir de ahí, el director Kazuya Murata hizo una investigación sobre España para desarrollar la ciudad Table, que pretende ser un contraste con Amestris, que fue basada en Inglaterra. Debido a que fue la única vez en la serie que los personajes principales viajaban a otro país, Murata tuvo dificultades para terminarla, preguntándose si tendría un impacto en la historia canónica. Por lo tanto, la historia se desarrolla durante el tiempo en que Edward se daba cuenta de que el cuerpo humano de Alphonse existía en alguna parte, con la lógica de que el conocimiento lo animaría a viajar a otra zona para hacer la investigación. Hiromu Arakawa no se incluyó como parte de la plantilla, pero seguía con interés en la película.
El tema oficial para la película es «Good luck my way» de L'Arc-en-Ciel, que suena en los créditos finales de la película. La canción es la cuarta contribución de la banda a la franquicia. El 30 de mayo de 2011, el cantante y compositor Miwa confirmó que iba a cantar el tema de apertura de créditos, titulado «Chasing hearts (Persiguiendo corazones)».

## Recepción
En su primer fin de semana, Fullmetal Alchemist: la estrella sagrada de Milos ganó 1 791 646 dólares estadounidenses, a pesar de ser exhibida en solo 90 pantallas en todo Japón, ocupando el puesto n.º 4 en ingresos totales.
La película se estrenó en Estados Unidos en la convención de anime Otakon 2011 celebrada en el Centro de convenciones de Baltimore el 30 de julio. Funimation en coordinación con Aniplex fueron acreditados por subtitular la película y estrenarla en los Estados Unidos solo cuatro semanas después de su estreno en los cines de Japón. Está programada para un lanzamiento en DVD y Blu-ray en la primavera. La película ganó tres premios en el Festival Internacional de Cine de Burbank. Ganó premios por cada una de las tres categorías en las que fue nombrado.

### Respuesta de la crítica
La recepción de los críticos estadounidenses ha sido generalmente positiva. Basada en 11 comentarios, la película recibió una puntuación de 85% y una puntuación media de 6,6 sobre 10 en Rotten Tomatoes. También recibió una calificación promedio de 54 sobre 100 en Metacritic basada en 7 opiniones dominantes, que denota «críticas mixtas o promedio».

### Premios y reconocimientos
| Año  | Nombre de la competición                  | Categoría                            | Resultado |
| ---- | ----------------------------------------- | ------------------------------------ | --------- |
| 2011 | Festival Internacional de Cine de Burbank | Mejor largometraje (Animación)       | Ganó      |
| 2011 | Festival Internacional de Cine de Burbank | Mejor guion (Animación / Adaptación) | Ganó      |
| 2011 | Festival Internacional de Cine de Burbank | Mejor director (Animación)           | Ganó      |